# Škrob
Škrob (lat. amylum) je visokomolekularni ugljikohidrat, polisaharid s općom formulom (C6H10O5)n, izgrađen od međusobno povezanih molekula (jedinica) D-glukoze povezanih α-1,4-glikozidnom vezom.

## Osobine
Fini je bijeli ili žućkastobijeli (rjeđe skroz žut) prah koji se sastoji od sitnih zrnaca. U hladnoj vodi, alkoholu i eteru škrob je netopljiv, u vrućoj vodi daje gustu koloidnu otopinu (škrobno ljepilo), koja ohlađena, daje hladetinastu masu. Škrobna zrnca u pojedinih biljaka imaju karakterističan oblik; promjer im iznosi od 2 do 150 nanometra a sastavljena su od velikog broja molekula koje se opet sastoje uglavnom od velikog broja grupa C6H12O6.

Pod djelovanjem kiselina i enzima škrob se može potpuno razgraditi u glukozu; međuprodukti su dekstrini i maltoza.
Ali škrob nije jedinstven spoj, već sadržava dva građom različita ugljikohidrata iste formule:
- amilozu (25%) i
- amilopektin (75%).

Amiloza (ravnolančana amiloza - 25... 1000 glukoznih jedinica) je nerazgranat polimer, u kojem su jedinice glukoze povezane α-1,4-glikozidnim vezama.
Amilopektin (razgranati amilopektin - ~3000 jedinica, na mjestu grananja α-1,6-glikozidnih veza) je razgranat, pa na tridesetak α-1,4-glikozidnih veza dolazi po jedna dodatna α-1,6-glikozidna veza. Amilopektin sadržava i nešto fosfatne kiseline.

## Važnost i rasprostranjenost
Škrob je uz celulozu najvažniji produkt asimilacije u biljkama. Biljke sinteziraju škrob iz glukoze (fotosintezom) i pohranjuju ga u velikim količinama u obliku škrobnih zrnaca, napose u sjemenkama, korijenu, gomoljima i plodovima (izuzetno i deblu (sago palme), kao pričuvni izvor energije, gdje on čini glavnu energetsku zalihu za rast nove biljke.

Ako biljci ustreba, škrob se pretvara u topljivu glukozu.
Škrob je (po količini) najvažnija hrana čovjeka i životinja te kao izvor ugljika za mikroorganizme, pa škrob čini više od polovice svih ugljikohidrata koji se unose hranom (kruh, tjestenina, riža, krumpir, sijerak, kukuruz i sl.). Njegova razgradnja počinje već u ustima; enzim iz sline (α-amilaza), razgrađuje amilozu i amilopektin.
Sirovina je za proizvodnju tzv. škrobnih i tekućih šećera (glukoze, maltoze, glukoznoga, maltoznoga i visokofruktoznoga sirupa), te drugih biotehnoloških proizvoda (etanol, organske kiseline (pomoću enzima), antibiotici, itd.).
Djelomično pročišćeni škrob upotrebljava se u prehrambenoj industriji, kao ljepilo, u tekstilnoj industriji za škrobljenje rublja (apretura, u analitičkoj kemiji kao reagens za jod itd.
Poznati su škrobovi od riže, pšenice, krumpira i kukuruza.
Na policama samoposluga dolazi najčešće kukuruzni škrob koji se koristi u kao zgušćivač u kulinarstvu.
U kozmetici je najrasprostranjeniji rižin škrob kao služi za proizvodnju pudera.

## Dobivanje
Čisti izolirani škrob dobiva se iz krumpira ili iz žitarica ispiranjem vodom.

## Škrobni sirup
Škrobni sirup je gusta tekuća bezbojna masa, koja se dobiva pri hidrolizi škroba. Sadržava 20-40% maltoze, 12-20% glukoze i do 35% dekstrina. Upotrebljava se u proizvodnji likera i slastica.

## Vanjske poveznice
- Škrob Hrvatska tehnička enciklopedija, portal hrvatske tehničke baštine. LZMK